# Stazione di Provaglio Superiore
La stazione di Provaglio Superiore (fino al 1912, Provaglio d'Iseo) fu una stazione ferroviaria della linea Brescia-Iseo a servizio del comune di Provaglio d'Iseo.

## Storia
L'impianto fu aperto al servizio pubblico il 22 giugno 1885 assieme alla ferrovia Brescia-Monterotondo-Iseo. Rimase l'unico impianto ferroviario a servizio del paese fino al 4 settembre 1911, quando fu aperta al servizio pubblico la Rovato-Iseo con annessa fermata di Provaglio-Timoline.
Nell'aprile 1912, la denominazione della stazione cambiò in Provaglio Superiore.
A partire dal 1º febbraio 1919, il servizio principale della Brescia-Iseo fu trasferito sulla linea Rovato-Iseo tra quest'ultima stazione e quella di Bornato-Calino, pertanto la stazione rimase coperta soltanto da due coppie di corse, a servizio economico, che transitavano per la fermata di Monterotondo Bresciano.
Questo servizio fu mantenuto fino a maggio 1932, quando risulta soppresso.
Nel secondo dopoguerra, il binario della ferrovia per Monterotondo, comprese le strutture della stazione di Provaglio, fu definitivamente disarmato. Il fabbricato viaggiatori fu convertito ad abitazione; nel 1966, la Società Nazionale Ferrovie e Tramvie (SNFT) la cedette a privati.

## Strutture ed impianti
Il fabbricato viaggiatori era una struttura in muratura con le medesime caratteristiche delle stazione secondarie della Rete Adriatica, come Passirano e Castenedolo.